# باول موراي (رجل أعمال)
باول موراي (بالإنجليزية: Paul Murray)‏ هو شخصية أعمال بريطاني، ولد في 29 مايو 1964 في اسكتلندا في المملكة المتحدة.